# English Ell
Die English Ell, Englische Elle, war neben der French Ell (Aune) und der Flemish Ell (Flämischen Elle) eines der Längenmaße, die in England nur als Maße in der Textilbranche genutzt wurden. Diese drei Ellenmaße existierten neben dem Yard und werden in der Literatur zu den englischen Maßen gerechnet. 
Ein Beispiel zur Anwendung: Niederländische Tuchwaren wurden nach der Flämischen Elle gemessen, aber nach der English Ell verkauft.
Es waren die Verhältnisse zum Yard folgende:
- 1 Yard = 405,3425 Pariser Linien = 0,91438 Meter
- 1 quarter = 9 Inch /Zoll
- 3 quarters = 27 Inches = 1 Flemish Ell = 3/4 Yard = 0,68579 Meter (Brabanter Elle)
- 4 quarters = 36 Inches = 1 Yard  = 0,91438 Meter
- 5 quarters = 45 Inches = 1 English Ell = 1 ¼ Yards = 1,14298 Meter
- 6 quarters = 54 Inches = 1 French Ell = 1 1/2 Yards = 1,3716 Meter